# 緩和長

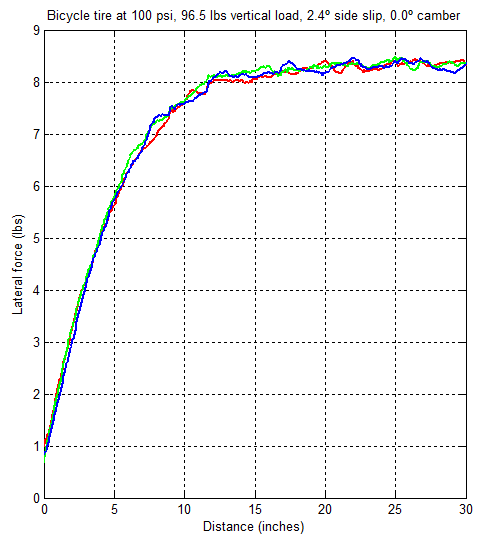
2.4°のスリップ角で自転車用タイヤが前方に転がると高まる横力のプロット。3つの別々の試験からの結果が重ねて表示されている。

緩和長（かんわちょう、英語: relaxation length）は、スリップ角が付いた時と旋回求心力（コーナリングフォース）が定常値に達した時との間の時間の遅れを記述する空気圧タイヤの特性である。また、横力がその定常値の63%まで増大する前にタイヤが転がる距離としても記述される。「旋回剛性」と「横方向剛性」の比として計算でき、ここで旋回剛性は旋回求心力とスリップ角の比、横方向剛性は横力と横方向変位の比である。

## 値
Pacejkaは、「ごくわずかな垂直荷重では、緩和長は車輪半径の大きさと同じ桁になる」、という経験則を示した。緩和長は0.12から0.45メートルであることが分かっており、より高い値はより高い速度とより重い荷重に対応する。オートバイ用タイヤでの実験では、旋回剛性と横方向剛性の比は定常状態値の63%として計算される値よりも20-25%高いことが明らかにされている。キャンバースラストと関連している緩和長はほとんどゼロであることが分かっている。

## 重要性
タイヤの緩和長は、タイヤがどの程度シミー現象に寄与するかを制御する。